# Ерохин, Владимир Никитович
Влади́мир Ники́тович Еро́хин (10 апреля 1930, Москва — 6 октября 1996, Киев) — советский футболист, защитник. Мастер спорта СССР (1956).

## Биография
Родился 10 апреля 1930 года в Москве.
С 1942 года воспитанник футбольной школы «Электрик» Москва и участник её юношеской команды.
Был заявлен в состав сборной СССР на чемпионат мира по футболу 1958 года; но на поле не вышел.
Принял участие в одном матче за сборную Украины против сборной Казахстана 04.08.1956.
Игрок команды «Электрик» Москва (1946—1951), «Искра» Мукачево (1951—1952), «Динамо» (Киев) (1953—1961), «Авангард» Тернополь (1962—1965).
С 1991 года до самой смерти работал администратором команды ветеранов киевского «Динамо».
Умер 6 октября 1996 года в Киеве.

## Достижения
- Чемпион СССР: 1961.
- Обладатель Кубка СССР 1954
- Серебряный призёр чемпионата СССР (1960)
- Бронзовый призёр Спартакиады 1956